# 2003 في إندونيسيا
فيما يلي قوائم الأحداث التي وقعت خلال عام 2003 في إندونيسيا.

## رياضة
- 1 يناير – دوري السوبر الإندونيسي 2003 الفائز Persik Kediri [الإنجليزية]‏.

## مواليد

### يونيو
- 25 يونيو – جوي الكسندر

### يوليو
- 7 يوليو – فيفي ذو الفقار

## وفيات

### مارس
- 24 مارس – جان بوس (مواليد 1939)

### أبريل
- 4 أبريل – عبد القادر (مواليد 1948) لاعب كرة قدم إندونيسي.

### يوليو
- 11 يوليو – تيدي يب (مواليد 1907)

### سبتمبر
- 23 سبتمبر – حاتم المكي (مواليد 1918) فنان تونسي.